# Anextlomarus
Anextlomarus, auch Anextiomarus, ist der Name eines keltischen (Heil-)Gottes aus Britannien und Gallien, die in mehreren Inschriften dem Apollon gleich gesetzt wird.

## Etymologie und Fundorte
Anextlomarus leitet sich vom altirischen anacul („Schutz“) ab, der Name könnte also „großer Beschützer“ oder „der als Schützer groß ist“ bedeuten. In South Shields (South Tyneside) wurde eine Bronzeschale gefunden, auf der er nach der Interpretatio Romana mit Apollon gleichgesetzt wird.  Diese Schale befindet sich jetzt im Archäologischen Museum von Newcastle upon Tyne. In Suindunum (Le Mans) in der römischen Provinz Lugdunensis ist eine unvollständig erhaltene Inschrift entdeckt worden, auf einer weiteren Inschrift in Aventicum (Avenches, Schweiz) ist die weibliche Namensvariation Anextlomara zu lesen.